# Răsmirești
Răsmireşti é uma comuna romena localizada no distrito de Teleorman, na região de Muntênia. A comuna possui uma área de 31.60 km² e sua população era de 897 habitantes segundo o censo de 2007.